# Jérémie Lippmann
Pour les articles homonymes, voir Lippmann.
Jérémie Lippmann est un metteur en scène, comédien, réalisateur français, né en 1979.
Après le Cours Florent et l’école du cirque, il est admis au Conservatoire national supérieur d'art dramatique, avec Catherine Hiegel et Daniel Mesguich pour professeurs. Il joue ensuite dans plusieurs pièces de théâtre, ainsi que pour le cinéma et la télévision, puis se lance entièrement dans la mise en scène.
Il est récompensé par un Molière en 2015 pour La Vénus à la fourrure. Que ce soit pour le théâtre, avec notamment Nathalie Baye, Marie Gillain, Emmanuelle Bercot, Joey Starr, Lina el Arabi,  Olivier Marchal ou encore Niels Arestrup, ou la scène musicale avec les spectacles de Christophe, Thomas Dutronc, NTM, et dernièrement -M-, Jérémie surprend. Autodidacte, il a appris à casser les codes de la scénographie traditionnelle pour s’approprier une fantaisie au service de son propos.
Pour Jérémie Lippmann, « le voyage, l’envie, l’adaptation, ne pas avoir peur du changement, croire en ses rêves », et la plus grande qualité à ses yeux « la curiosité » sont des moteurs. Il se décrit lui-même comme un « ouvrier du spectacle », qui n’instaure aucune limite à son imagination.

## Filmographie

### Cinéma

#### Courts métrages
- 1999 : 
  - Les vieux jours
  - Débranche le fer César : Bruno
- 2003 : Le pistolet : Pierre

#### Longs métrages
- 1998 : J'aimerais pas crever un dimanche : Jock
- 1998 : Trop (peu) d'amour : David
- 2000 : En vacances : Daniel Delperée
- 2001 : Éloge de l'amour : Perceval
- 2002 : La Repentie
- 2003 : Les Mains vides : Axel
- 2003 : Petites coupures : Simon
- 2007 : Jean de la Fontaine, le défi : Valère
- 2011 : Rendez-vous avec un ange : le jeune homme suicidaire
- 2013 : Les Interdits de Philippe Kotlarski et Anne Weil : Jérôme
- 2021 : Les Fantasmes de David Foenkinos et Stéphane Foenkinos : Prof de théâtre

### Télévision
- 1997 : La Mère de nos enfants : Lionel
- 1998 : 
  - Joséphine, ange gardien :  Jérémy – Le tableau noir (1998), Jérémy
  - La Kiné : Christophe Beaulieu
  - Un père en plus : Frank
  - Quand un ange passe : Damien
  - Telle mère, telle fille : Cédric
- 1999 : 
  - Nora : Stéphane
  - Du jour au lendemain : Sébastien Jubert
- 2000 : 
  - Scénarios sur la drogue – Papa Was a Rolling Stone (2000)
  - Deux femmes à Paris : Bibi Fricotin
- 2001 : Le Bon Fils : Luc
- 2002 : 
  - Marc Eliot :  Georges Bourdelle
  - Les Enquêtes d'Éloïse Rome : Sébastien
  - Sœur Thérèse.com : Cyrille Duteil
  - Tout contre Léo : Pierrot
- 2004 : Nos vies rêvées : Richard
- 2005 : Si j'avais des millions : Thomas
- 2009 : 
  - Paris 16e : Christophe Lancelot
  - Les Bleus, premiers pas dans la police

## Théâtre

### Comédien
- 2005 : Ubu roi d'après Alfred Jarry, mise en scène Ezéquiel Garcia-Romeu, Musée d'Orsay
- 2007 : Ubu roi d'après Alfred Jarry, mise en scène Ezéquiel Garcia-Romeu, Nouveau Théâtre de Besançon, Théâtre national de Nice, Théâtre de la Criée
- 2018 : Moi Non Plus de Bertrand Soulier, mise en scène de Philippe Lellouche, Théâtre de la Madeleine (Paris).

### Metteur en scène

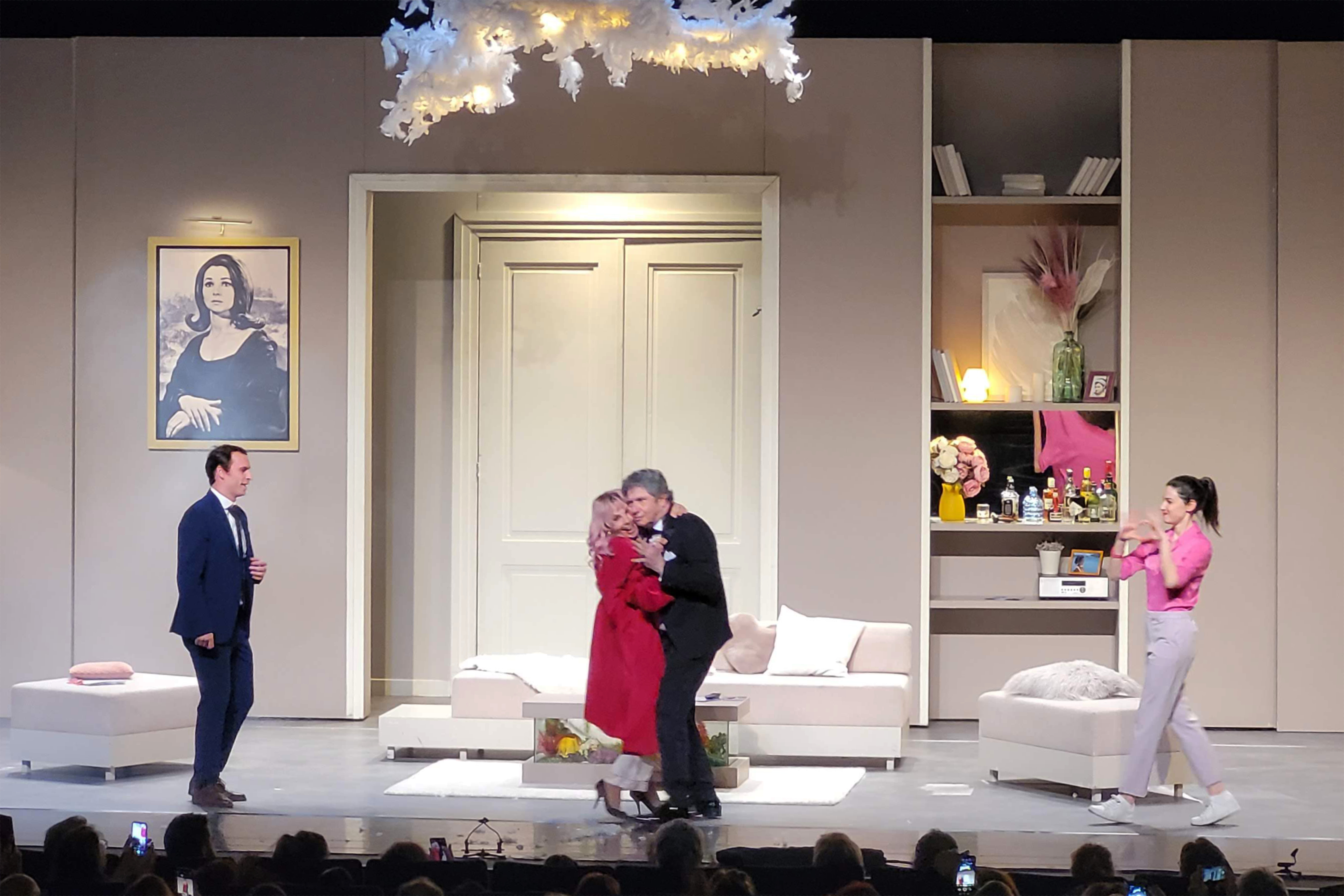
De gauche à droite : Axel Huet, Victoria Abril, Lionnel Astier et Jade-Rose Parker dans Drôle de genre au théâtre de Longjumeau.

- 2008 : L'Affaire de la rue de Lourcine d'Eugène Labiche, Pépinière Théâtre
- 2008 : Quelqu’un va venir de Jon Fosse, Théâtre de Nogent-sur-Marne
- 2009 : Hiver de Jon Fosse, Théâtre de l'Atelier
- 2010 : Chien-Chien de Fabrice Roger-Lacan, Théâtre de l'Atelier
- 2011 : Le 20 novembre de Lars Norén, Théâtre de la Madeleine
- 2014 : La Vénus à la fourrure de David Ives, théâtre Tristan-Bernard
- 2016 : La Rivière de Jez Butterworth, Comédie des Champs-Élysées
- 2016 : Les discours dans une vie de Laurent Chalumeau, Théâtre de l'Oeuvre
- 2017 : Mon Ange de Henry Naylor, Théâtre du Chêne Noir
- 2019 : Éloquence à l'Assemblée avec JoeyStarr
- 2019 : Rouge de John Logan, adaptation Jean-Marie Besset, Théâtre Montparnasse
- 2019 : Vous n'aurez pas le dernier mot, de Diane Ducret, Théâtre Montparnasse
- 2021 : Coupable, Studio Marigny
- 2021 : 88 fois l'infini d'Isabelle Le Nouvel, théâtre des Bouffes Parisiens
- 2022 : Drôle de genre de Jade-Rose Parker, théâtre de la Renaissance
- 2022 : Drôle de genre de Jade-Rose Parker, théâtre de la Renaissance
- 2023 : Bungalow 21 d'Eric-Emmanuel Schmitt, Théâtre de la Madeleine
- 2023 : Un Léger Doute de Stéphane De Groodt, Théâtre de la Renaissance
- 2024 : Inconnu à cette adresse de Kressmann Taylor, Théâtre Antoine
- 2025 : Mur Mure de Lilou Fogli, théâtre de la Michodière

## Spectacles musicaux

### Metteur en scène
- 2019 : NTM
- 2020 : Les Souliers Rouges, de Marc Lavoine et Fabrice Aboulker, Folies Bergère
- 2020 : Horizons dorés, Dani, Bataclan et tournée
- 2021 : "DJ set littéraire" de Fredéric Beigbeder au Bataclan[1]
- 2021 : Le partage d'un songe, avec JoeyStarr et Sofiane Pamart, La Seine Musicale
- 2022 : J'ai pas l'air, de Jean-Paul Rouve, Théâtre Antoine

## Distinctions
- Molières 2015 : Molière du metteur en scène d'un spectacle de théâtre privé pour La Vénus à la fourrure
- Molières 2020 : Nomination au Molière du metteur en scène d'un spectacle de théâtre privé pour Rouge